# Arvid Carlsson
Arvid Carlsson (Uppsala, 25 januari 1923 – Göteborg, 29 juni 2018) was een Zweeds wetenschapper en Nobelprijswinnaar. Hij is vooral bekend om zijn werk op het gebied van de neurotransmitter dopamine, en de effecten hiervan op de ziekte van Parkinson. Voor dit onderzoek kreeg hij in 2000 de Nobelprijs voor Fysiologie of Geneeskunde. Hij deelde de prijs met Eric Kandel en Paul Greengard.

## Biografie
Carlsson werd geboren als zoon van Gottfrid Carlsson, een historicus en professor aan de Universiteit van Lund. Aan deze universiteit begon Carlsson in 1941 zijn medische studie. In 1944 nam hij deel aan het onderzoeken van enkele gevangenen uit naziconcentratiekampen, die door Folke Bernadotte naar Zweden waren gehaald.
Hoewel Zweden tijdens de Tweede Wereldoorlog neutraal bleef, werd Carlssons wel opgeroepen voor dienst in het Zweedse leger. Dit vertraagde zijn studie met enkele jaren. In 1951 haalde hij zijn M.L. (de Zweedse tegenhanger van de M.D.) en zijn M.D. (de Zweedse versie van de Ph.D.). Na zijn studie werkte hij nog tot 1959 als hoogleraar aan de Universiteit van Lund. Daarna werd hij hoogleraar aan de Universiteit van Göteborg, waar hij aanbleef tot zijn emeritaat in 1989.

## Werk
In 1957 demonstreerde Carlsson dat dopamine een neurotransmitter is die zich in de hersenen bevindt en signalen overdraagt van de ene naar de andere zenuwcel. Tot dusver werd nog aangenomen dat dopamine een precursor was van een andere neurotransmitter, noradrenaline.
Terwijl hij werkte bij Astra AB, slaagden Carlsson en zijn collega’s erin om de eerste op de markt gebrachte selectieve serotonine-heropnameremmer, zimelidine, te deriveren uit brompheniramine.
Carlsson ontwikkelde een methode om de hoeveelheid dopamine in hersenweefsel te meten. Hij ontdekte dat het dopaminegehalte in de basale ganglia, het gedeelte van de hersenen dat bewegingen aanstuurt, erg hoog was. Hij toonde vervolgens aan dat dieren die de drug reserpine kregen, die het dopaminegehalte in de basale ganglia deed afnemen, minder controle hadden over hun bewegingen. Deze effecten waren vergelijkbaar met die van mensen die leden aan de ziekte van Parkinson. Door dezelfde dieren levodopa (L-dopa), een precursor van dopamine, te geven, kon hij de effecten weer ongedaan maken. Deze ontdekking zorgde ervoor dat artsen mensen met de ziekte van Parkinson levodopa gingen geven in de hoop de symptomen te verzwakken. Dit bleek bij een vroeg stadium van de ziekte te werken.
Carlsson was een uitgesproken tegenstander van fluoridering, het toevoegen van fluoride aan drinkwater, omdat hij bezorgd was over de giftigheid ervan en het (volgens hem) geen toegevoegde waarde biedt tegen tandbederf. Samen met 1700 andere gezondheidsprofessionals tekende hij een petitie om dit stop te zetten. In de verklaring zei hij: “Fluoridation is against all modern principles of pharmacology. It’s obsolete. I don’t think anybody in Sweden, not a single dentist, would bring up this question anymore.”